# Premio Estrella del Sur
El Premio Estrella del Sur (en inglés: "Southern Star Awards")  es un reconocimiento a personas por su trayectoria o emprendimientos, otorgado por el Club Uruguayo Británico.

## Historia
Inspirados en el extinto periódico La Estrella del Sur o “The Southern Star”: dos nombres que utilizó un periódico bilingüe editado en Montevideo, durante la invasión inglesa al virreinato del Río de la Plata entre mayo y julio de 1807. El premio es entregado anualmente desde el año 2008.
En 2019 fue premiada la bailarina y empresaria uruguaya María Noel Riccetto. 
En 2021 fue premiado el cantautor uruguayo Luis Arrúa.